# Айвор Робертс-Джонс
Айвор Робертс-Джонс (англ. Ivor Roberts-Jones, 2 листопада 1913 — 9 грудня 1996) — англійський скульптор валлійського походження з обох боків родини. Найбільш відомий своїми скульптурними портретами видатних особистостей, таких як скрипаль Ієгуді Менухін та політик Джордж Томас, віконт Тоніпенді.

## Біографія
Айвор Робертс-Джонс народився 2 листопада 1913 року в місті Освестрі, де в центрі міста встановлено одну з його робіт — «Прикордонний фермер». Робертс-Джонс навчався в школі Освестрі та в коледжі Воркзоп, а згодом — у коледжі Голдсмітс у Лондоні та в Королівській академії мистецтв.
Під час Другої світової війни він проходив службу в Бірманській кампанії. З 1964 року викладав скульптуру в Голдсмітс, Лондонському університеті.
Своє перше повномасштабне замовлення отримав у 1964 році — це був пам'ятник британському художнику-богемі Аґастесу Джону (1878—1961). Створення скульптури тривало три роки й вимагало значних змін: спочатку планувалася подвійна скульптура Джона з дружиною Дорелією, але через брак коштів проєкт довелося скоротити до індивідуальної фігури. Попри це, фінальна версія 1967 року була напрочуд успішною і сприяла обранню Робертс-Джонса асоційованим членом Королівської академії мистецтв. Скульптуру встановлено у Фордінгбриджі, графство Гемпшир, неподалік останнього місця проживання художника.
У 1971 році йому доручили створення статуї Вінстона Черчилля, яка нині стоїть на Парламентській площі в Лондоні. За словами деяких джерел, художник Кіффін Вільямс, друг Робертс-Джонса, виступив моделлю для образу Черчилля. Організатор кампанії зі збору коштів на встановлення статуї спершу висловлював невдоволення її виглядом і зазначав: «На цьому етапі голова безсумнівно нагадує Черчилля, але, можливо, не зовсім такого, яким він був у розквіті кар'єри. Щоки, очі, лоб і верхня частина голови потребують доопрацювання. Я сказав пану Робертс-Джонсу, що над очима мені це більше нагадує Муссоліні». Скульптор пообіцяв «зменшити куполоподібну частину голови, щоб знизити лоб».
У 1984 році Робертс-Джонс створив скульптуру «Два королі» в замку Гарлех — сцену з валлійської мітології, в якій Бендігейдфран несе тіло свого небожа Ґверна.
У 1988 році він отримав замовлення на створення пам'ятника поетові Руперту Бруку, встановленого на площі Ріджент-Плейс — невеликому трикутному відкритому просторі в місті Рагбі, де народився поет. Пам'ятник урочисто відкрила Мері Арчер.

## Галерея робіт

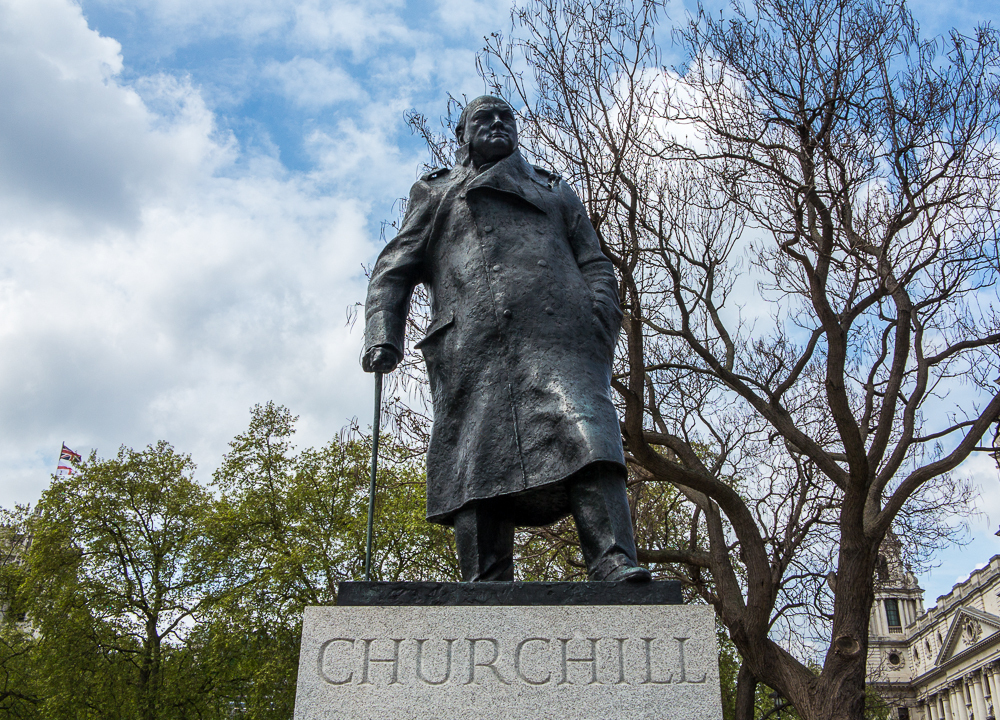
Статуя Вінстона Черчилля
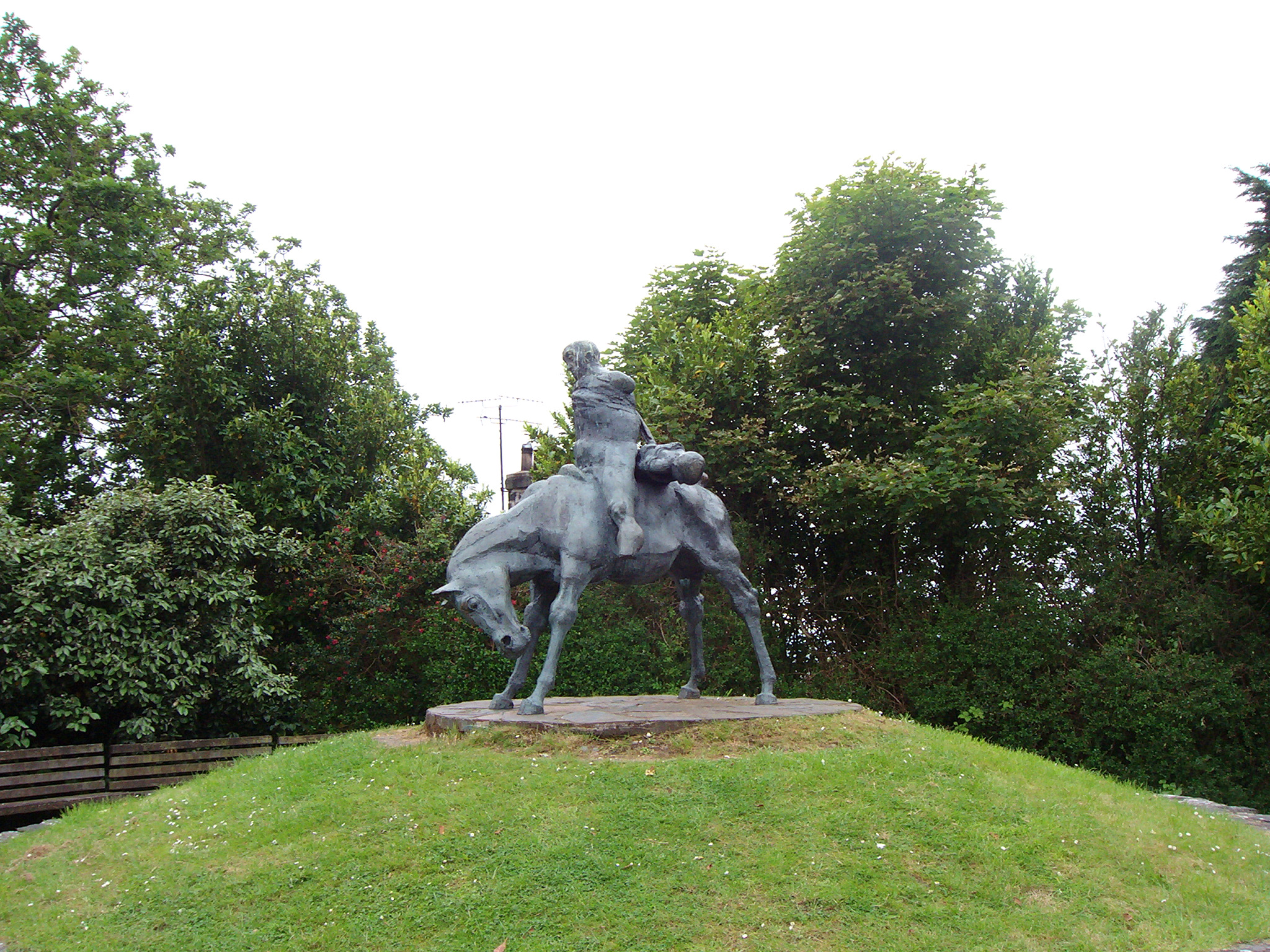
Два королі
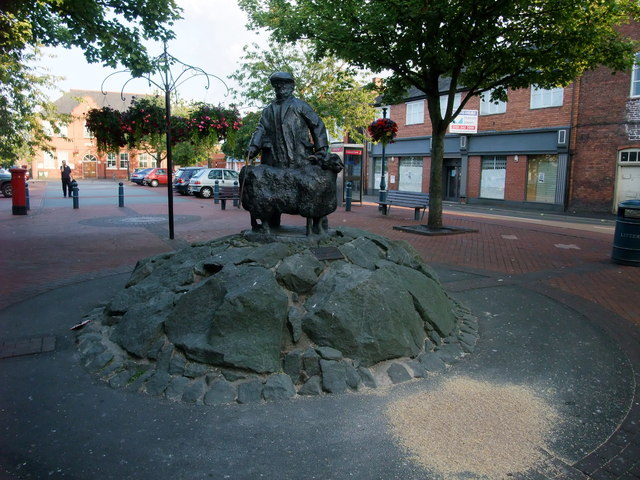
Прикордонний фермер
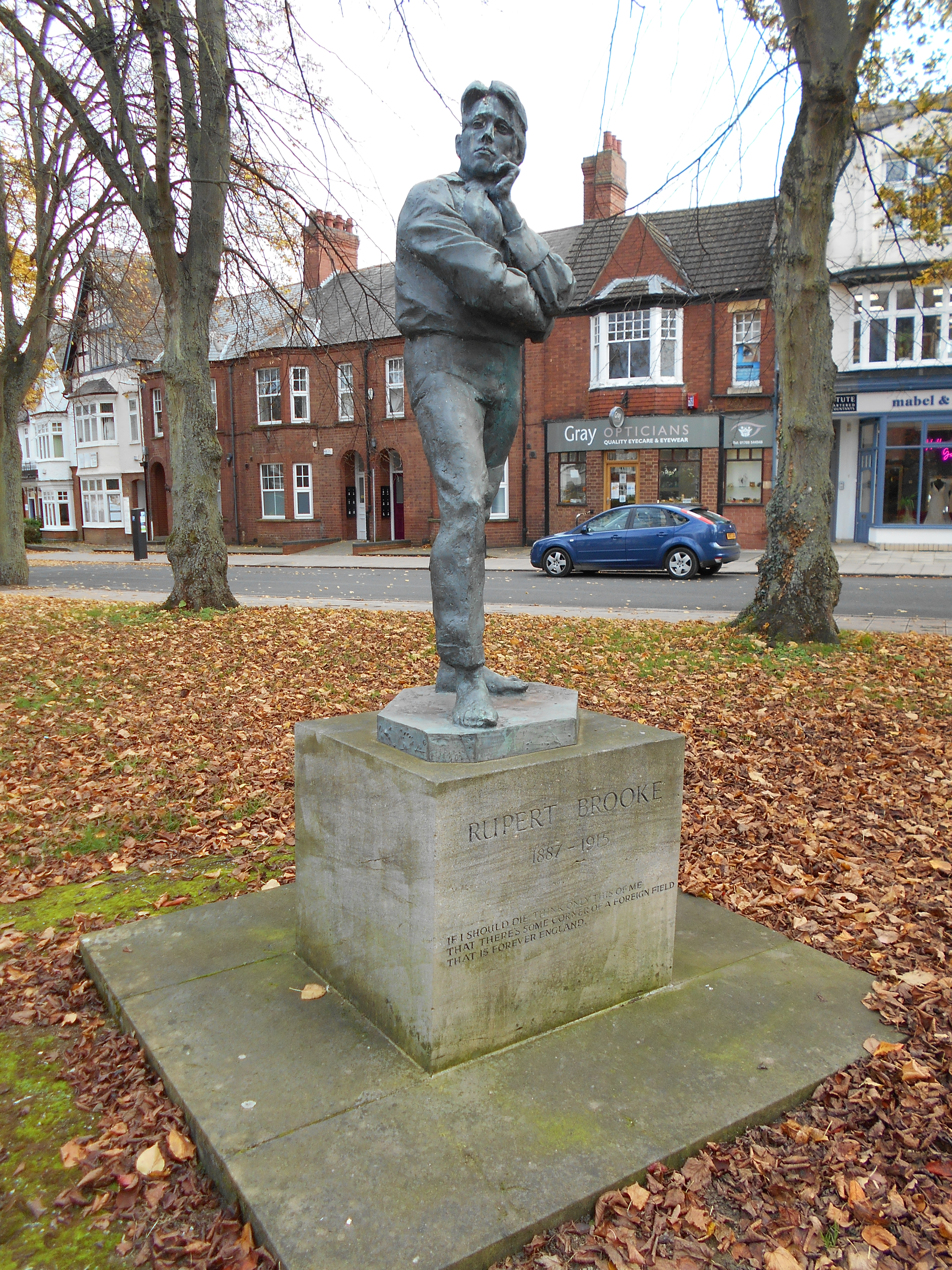
Статуя Руперта Брука